# Паліативна допомога

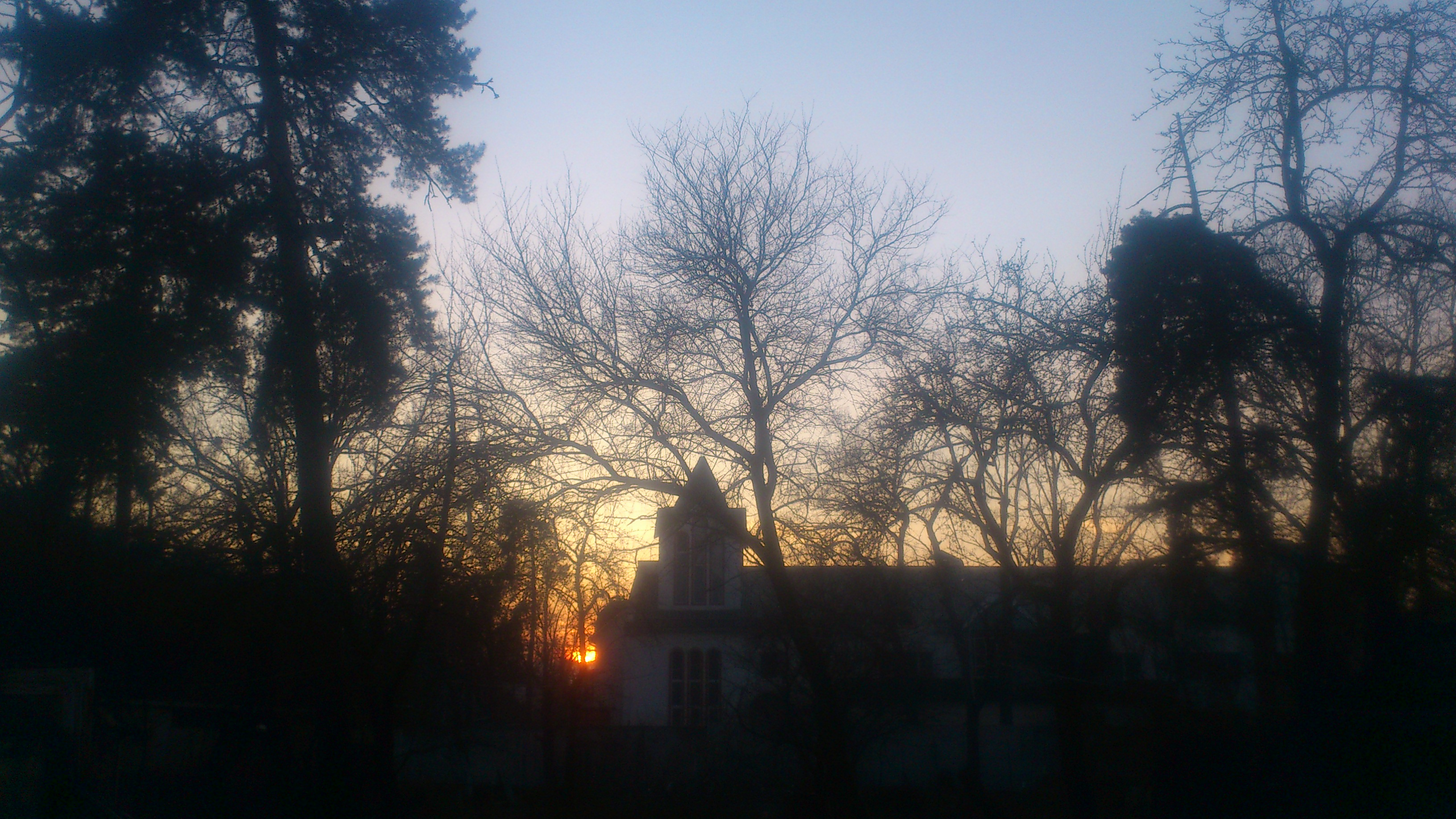
Госпіс при онкологічній лікарні, Київ

Паліативна допомога (від фр. palliatif від лат. pallium — покривало, плащ) — це підхід, що дозволяє поліпшити якість життя пацієнтів з проблемами смертельного захворювання, шляхом запобігання і полегшення страждань завдяки ранньому виявленню, ретельній оцінці й фізичних симптомів, а також наданню психосоціальної і духовної підтримки .

## Історія
Сфера паліативної допомоги виросла з хоспісного руху, який зазвичай асоціюється з Дейм Сіселі Сондерс, яка заснувала госпіс Святого Христофора для невиліковно хворих у 1967 році, та Елізабет Кюблер-Росс, яка опублікувала свою фундаментальну працю "Про смерть і вмирання" у 1969 році.
У 1974 році Бальфур Маунт ввів термін "паліативна допомога", а Пол Хентелефф став директором нового відділення "термінальної допомоги" в лікарні Святого Боніфація у Вінніпезі. У 1987 році Деклан Волш заснував службу паліативної медицини в онкологічному центрі Клівлендської клініки в Огайо, яка згодом розширилася і стала місцем навчання першої клінічної та дослідницької стипендії з паліативної допомоги, а також першим стаціонарним відділенням гострого болю та паліативної допомоги в Сполучених Штатах Америки. Програма перетворилася на Центр паліативної медицини Гаррі Р. Хорвіца, який був визначений Всесвітньою організацією охорони здоров'я, як міжнародний демонстраційний проєкт і акредитований Європейським товариством медичної онкології, як Інтегрований центр онкології та паліативної допомоги.
Досягнення в галузі паліативної допомоги з тих пір надихнули різке збільшення програм паліативної допомоги на базі лікарень. Серед помітних результатів досліджень, що сприяють впровадженню програм паліативної допомоги, можна виділити наступні:
- Докази того, що лікарняні консультативні групи з паліативної допомоги пов'язані зі значною економією коштів лікарні та системи охорони здоров'я в цілому[6][7].

- Докази того, що послуги паліативної допомоги збільшують ймовірність смерті вдома і зменшують тягар симптомів, не впливаючи на горе доглядальників серед переважної більшості американців, які вважають за краще померти вдома[8].

- Докази того, що надання паліативної допомоги в тандемі зі стандартною онкологічною допомогою серед пацієнтів з пізніми стадіями раку пов'язане з нижчим рівнем депресії, покращенням якості життя і збільшенням тривалості виживання порівняно з тими, хто отримує стандартну онкологічну допомогу[9], і навіть може подовжити виживання[10].

- Понад 90% американських лікарень з більш ніж 300 ліжками мають бригади паліативної допомоги, проте лише 17% сільських лікарень з 50 і більше ліжками мають бригади паліативної допомоги.[11]

## Основні функції
Паліа
- полегшує біль та інші симптоми, що викликають занепокоєння;
- стверджує життя і ставиться до вмирання як до природного процесу;
- не прагне ні прискорити, ні віддалити настання смерті;
- включає психологічні та духовні аспекти допомоги пацієнтам;
- пропонує пацієнтам систему підтримки, що дасть їм змогу жити якомога активніше до самої смерті;
- пропонує систему підтримки близьким пацієнта під час його хвороби, а також у період тяжкої втрати;
- використовує мультидисциплінарний командний підхід для забезпечення потреб пацієнтів та їхніх родичів, у тому числі в період тяжкої втрати, якщо виникає в цьому необхідність;
- підвищує якість життя і може в результаті позитивно вплинути на перебіг хвороби;
- застосовна на ранніх стадіях захворювання в поєднанні з іншими методами лікування, спрямованими на продовження життя, наприклад з хіміотерапією, радіаційної терапією, ВААРТ.
- включає проведення досліджень з метою кращого розуміння та лікування клінічних симптомів і ускладнень, що викликають занепокоєння[1].

## Походження терміна
Термін «паліативний» походить від латинського «pallium», що має значення «маски» або «плаща». Це й визначає зміст і філософію паліативної допомоги: згладжування — пом'якшення виявів невиліковної хвороби та/або укриття плащем/створення покриву для захисту тих, хто залишився «в холоді та без захисту».

## Основні напрямки
Цілі і завдання паліативної допомоги:
- Полегшити симптоми важкої хвороби, в першу чергу — адекватне знеболення;
- Психологічно підтримувати хворого та родичів, які доглядають за ним;
- Допомогти набути ставлення до смерті як до природного етапу життя людини;
- Задовольняти духовні потреби хворого та його близьких;
- Вирішувати соціальні та юридичні, етичні питання, що виникають у зв'язку з тяжкою хворобою та наближенням смерті людини[12] .

## Паліативна медицина
Паліативна допомога відрізняється від паліативної медицини і включає в себе останню.
Паліативна медицина — розділ медицини, завданнями якого є використання методів і досягнень сучасної медичної науки для проведення лікувальних процедур і маніпуляцій, покликаних полегшити стан хворого, коли можливості радикального лікування вже вичерпані (паліативні операції з приводу неоперабельного раку, знеболення, купірування тяжких симптомів)[Ю. І. Губський, 2010; Ю. І. Губський, М. К. Хобзей, 2011].

## Госпісна допомога
Госпісна допомога є складовою частиною паліативної допомоги, це — всеосяжна допомога хворому в кінці життя (найчастіше в останні 6 міс.).

## Паліативна допомога в Україні
В Україні паліативна допомога, як підхід, що дозволяє покращити якість життя пацієнтів з невиліковними захворюванням, почала розвиватися з кінця 90-х років XX століття. У цей час були відкриті перші українські госпіси — в 1996 році у м. Львів, в 1997 — в м. Івано-Франківськ. Донині ці госпіси залишаються провідними установами з надання стаціонарної та амбулаторної паліативної допомоги населенню.
У 1999 р. було створено Асоціацію малоінвазійної та паліативної терапії. Саме ця Асоціація долучилася до робочої групи з паліативної допомоги у Східній і Центральній Європі (ECEPT) та поширення рекомендацій Ради Європи стосовно залучення системи паліативної допомоги до системи національної політики, розробила Маніфест госпісного руху в Україні.
У 2002 р. було створено Всеукраїнську благодійну організацію «Рада захисту прав та безпеки пацієнтів» (Ю. І. Губський, В. Г. Сердюк), яка за підтримки Міжнародний фонд «Відродження» вперше поставила перед громадськістю України соціально важливе питання про забезпеченню прав пацієнтів у кінці життя.
У 2007 р. було створено Всеукраїнську Асоціацію паліативної допомоги (С. Д. Мартинюк-Гресь, яка разом з Радою захисту прав та безпеки пацієнтів та за підтримки Міжнародний фонд «Відродження» ініціювала відзначення в Україні Всесвітнього Дня паліативної та госпісної допомоги (у 2007—2010 рр.), залучення ряду церков і релігійних об'єднань до допомоги невиліковно хворим, розвиток паліативної допомоги вдома.
Принципово важливими кроками в розвитку паліативної допомоги в Україні на загальнодержавному рівні стало створення Інституту паліативної та госпісної медицини (ІПХМ) , як головного науково-дослідного та організаційно-методичного закладу МОЗ України з надання паліативної допомоги (2008 р.)та кафедри паліативної та госпісної медицини у Національній медичній академії післядипломної освіти імені П. Л. Шупика у 2010 р., яка вперше розпочала фахову підготовку лікарів та медичних сестер з цього медико-соціального напрямку (директор ІПХМ та завідувач кафедри ПХМ НМАПО член-кореспондент НАМН України, професор Ю. І. Губський)[Звіт про діяльність Всеукраїнської ради захисту прав та безпеки пацієнтів та Всеукраїнської Асоціації паліативної допомоги за 2006 −2008 рр. Цит. 05.07.2011 р.] — [ Доступно на сайті ].
У 2011 р.  створено Всеукраїнську громадську організацію «Українська Ліга сприяння розвитку паліативної та госпісної допомоги», яка об'єднала громадських діячів, медиків, волонтерів, представників громадських та державних інституцій, які опікуються розвитком паліативної допомоги в Україні. У квітні 2011 р. Ліга опублікувала відкрите звернення учасників Національного семінару з паліативної допомоги «Доступ до опіоїдних знеболюючих засобів», що відбувся 17-18 березня 2011 року м. Київ. Члени Ліги працюють з представниками Міністерства охорони здоров'я, Державною службою з контролю за наркотиками, Міністерством внутрішніх справ України, розробляючи нормативно-правові документи для створення системи паліативної допомоги (проєкт наказу МОЗ «Про організацію паліативної допомоги в України», проєкт Постанови Кабінету Міністрів «Про порядок обігу наркотичних засобів, психотропних речовин та їх попередників в закладах охорони здоров'я», проєкт «Стратегії розвитку паліативної допомоги в Україні» тощо). У вересні 2012 року за сприяння Міжнародного фонду «Відродження», ПП «Інтерхім» та інших спонсорів в м. Києві Лігою було проведено Перший Національний Конгрес з паліативної допомоги, в якому взяли участь понад 350 учасників з різних країн та континентів.
Розвиток паліативної допомоги в Україні пов'язаний з іменами Василь Князевич Міністр охорони здоров'я 2007—2010 рр. та голова Правління Української ліги сприяння розвитку паліативної та госпісної допомоги, Юрія Губського Губський Юрій Іванович- директор та ініціатор створення Інституту паліативної та госпісної медицини МОЗ України та першої в Україні кафедри паліативної та госпісної медицини НМАПО імені П. Л. Шупика — 2010 р., Дзвеніслави Чайківської — директора Шпиталю ім. Митрополита Андрія Шептицького м. Львів http://www.caritas-ua.org, Людмили Андріїшин — директора Навчально-методичного тренінгового центру паліативної допомоги Івано-Франківського Обласної лікарні «Госпіс», обласного позаштатного спеціаліста з паліативної допомоги Івано-Франківської області, головного лікаря Обласної лікарні Госпіс 1996—2013 рр. http://palliative.if.ua, Євгена Москвяка — головного лікаря Львівської міської лікарні Госпіс, Анатолія Вороніна — головного лікаря Київської міської лікарні № 2 https://web.archive.org/web/20130518130013/http://hospice.org.ua/, Лесі Брацюнь — виконавчого директора Ліги паліативної допомоги, Анатолія Царенка, Олександра Вольфа, В. О. Екзархова, Володимира Бачинського — головного лікаря Волинської обласної лікарні госпіс, Віктора Сердюка, Володимира Шевчука — голову БФ «Спільне об'єднання Соціум» м. Виноградово, Закарпатської обл. та директора проєкту «Госпіс вдома», Едуарда Горбатенк — президента БФ «Віта лайт» м. Миколаїв та директора проєкту «Госпіс вдома», Сергія Псюрника — голова БФ «Лицем до лиця» м. Черкаси, Ксенії Шаповал — координатора Міжнародної ініціативи Паліативна допомога МФ «Відродження», Вікторії Тимошевської — директора програми Громадське здоров'я МФ «Відродження» http://www.irf.ua/, Андрія Роханського — директора Інституту правових досліджень та стратегій м. Харків, та ін.
За даними МОЗ України, станом на 1 березня 2012 року в Україні створено 1054 стаціонарні ліжка з надання паліативної допомоги (це 7 стаціонарних госпісів та більше 50 відділень паліативної допомоги). Детальніше можна дізнатися з публікації в міжнародному журналі «Прогрес в паліативній допомозі» Progress in Palliative Care, Volume 20, Number 4, September 2012 , pp. 197—202(6):. Актуальна контактна інформація госпісів та паліативних відділень оновлюється та збирається в рамках діяльності Міжнародної ініціативи «Паліативна допомога». В мережі Facebook створено сторінку «Паліативна допомога в Україні», де в розділі «Адреси Госпісів» можна дізнатися які заклади надають такий вид допомоги в конкретному регіоні.
Окрім стаціонарної допомоги, активно розвивається напрямок «Гопіс вдома». Створено мультидисциплінарні команди надання паліативної допомоги вдома в Харкові (БФ «Рука допомоги»), у Виноградово Закарпатської області (БФ «Спільне об'єднання соціум»), в Миколаєві (БФ «Віта лайт»), Івано-Франківську (БФ «Мати Тереза» та «Карітас Україна»), в Донецьку (БФ «Янгол милосердя»), в Чорткові Тернопільської області (БФ «Карітас Україна») та ін.. Особливо слід відзначити роль БФ «Карітас Україна» та МФ «Відродження» у розвитку такого виду допомоги, як «Госпіс вдома». Карітас підтримує мережу організацій, які опікуються пацієнтами вдома — проєкт «Опіка вдома»; це фактично перша та найдієвіша мережа, яка допомагає родинам, де є лежачі та важкохворі пацієнти надавати гідний догляд протягом тривалого періоду часу. Проєкти за підтримки МФ «Відродження» працюють у тісній співпраці з державними медичними установами. Основний принцип підтримки проєктів в період від одного до трьох років — це поступова передача створених служб на баланс державних медичних структур. Такий принцип обрано не випадково, оскільки паліативні пацієнти найчастіше потерпають від хронічного больового синдрому, тож для знеболення призначаються контрольовані препарати (опіоїдні анальгетики, такі як морфін). На сьогодні, для використання опіоїдних анальгетиків медичним закладом будь-якого типу власності, слід отримати ліцензію на медичну практику та на обіг наркотичних речовин. Тобто створені служби з надання паліативної допомоги вдома на базі державних медичних закладів окрім догляду надають й знеболення. Таким чином пацієнти та їхні родини отримують повний комплекс послуг.
За інформацією експертів Асоціації паліативної та госпісної допомоги (створена у 2010 р.), станом на 1 березня 2012 р. в Україні у системі МОЗ України діють 5 стаціонарних госпісів та 12 паліативних відділень, що мають загалом 501 стаціонарне ліжко. 7 центрів профілактики та боротьби з ВІЛ/СНІД мають до 50 госпісних ліжок. Ще 4 госпіси є благодійними установами, а їхніми співзасновниками є місцеві управління охорони здоров'я (75 ліжок). Ці заклади — «медикалізовані», тобто їх очолюють фахівці-лікарі, а функції соціального працівника та психолога у багатьох випадках виконують медичні працівники. Комплексного, мультидисціплінарного ведення випадку, коли відповідно до потреб невиліковного хворого, формується, із залученням представників різних професій, індивідуальний план догляду, не існує. Деякі зміни очікуються у зв'язку з тим, що, у м. Києві за ініціативою і підтримкою згаданої Асоціації почало діяти перше в історії України паліативне відділення паліативної та госпісної допомоги на дому на базі закладу, підпорядкованого Міністерству соціальної політики.
Отже, для нашої держави характерним є організація паліативних відділень на базі стаціонарних медичних закладів.
На думку міжнародних дослідників, для нашої країни характерна модель паліативної допомоги, типова для країн з обмеженими ресурсами. Рисами такої моделі є мала увага до проблем болю та інших симптомів (фізичних, емоційних, духовних) у пацієнтів. Не надається і підтримка родині. Іншими характерними рисами цієї моделі паліативної допомоги є табуювання тем, пов'язаних із смертю (і, як наслідок, слабка поінформованість пацієнта про діагноз), і негнучка структура, в котрій лікар є головною дійовою особою, що приймає рішення.

### Фонди паліативної допомоги
- Hospice Ukraine[22][23]

## Доступ до знеболення
Проблему обмеженого доступу до знеболюючих засобів в Україні детально дослідили представники Міжнародної правозахисної організації «Human Rights Watch», які у травні 2011 року представили звіт «Неконтрольований Біль. Зобов'язання України забезпечити надання паліативної допомоги згідно з принципами доказової медицини». На презентації звіту в Києві були присутні чиновники різного рівня, які обіцяли вирішити питання доступу до знеболення паліативних пацієнтів найближчим часом. Серед головних промовців були представник Human Rights Watch Дієдерік Локман та п. Надія Жуковська — мати Влада Жуковського, пацієнта, історія якого була покладена в основу звіту. Влад Жуковський помер в страшних муках у віці 29 років від раку головного мозку, на який він хворів понад 10 років. Покинуті сам на сам з проблемою хронічного больового синдрому, Влад та його мама, самотужки намагалися перебороти біль. За допомогою БФ «Лицем до лиця», який опікується на безоплатній основі важкохворими пацієнтами в м. Черкаси, Владу надавали медичну, соціальну, духовну допомогу. Українська версія звіту була передана в центральні органи влади — Міністерство охорони здоров'я, до Міністерства соціальної політики, Міністерства внутрішніх справ, до Державної служби з контролю за наркотиками. Влад Жуковський в червні 2010 року погодився на участь у фільми, який отримав назву «50 міліграм недостатньо», в якому були зафіксовані основні проблеми, з якими довелося жити Владові та його родини, з якими щоденно стикаються понад 500 тисяч пацієнтів в Україні.
Громадські організації України, МОЗ, МВС та Державна служба з контролю за наркотиками виступили з ініціативною перегляду чинних норм та вимог до виписування, призначення та контролю наркотичних речовин в медичній сфері. За ініціативи Першого заступника Міністра охорони здоров'я Моісеєнко Раїси Олександрівни, за участі представників МФ «Відродження», Української ліги сприяння розвитку паліативної допомоги, Інституту паліативної та госпісної медицини МОЗ України, Державної служби з контролю за наркотиками, Державного експертного центру, в листопаді 2011 р. створено робочу групу з удосконалення нормативно-правових документів щодо використання контрольованих препаратів. Раїса Моісеєнко взяла під контроль питання забезпечення доступу до знеболення паліативних хворих та провела ряд переговорів з національними виробниками щодо необхідності виробництва та постачання таблетованого морфіну. Оскільки за рекомендацією Всесвітньої організації охорони здоров'я морфін є «золотим стандартом» для забезпечення адекватного знеболення паліативних хворих. Один з національних виробників зголосився вирішити питання забезпечення таблетованим морфіном українських пацієнтів.
Водночас у Державній службі з контролю за наркотиками створено робочу групу з розробки проєкту Постанови Кабінету Міністрів України «Про порядок обігу наркотичних засобів, психотропних речовин та їх попередників в закладах охорони здоров'я». Після проведення ряду офіційних погоджень з профільними міністерствами та відомствами, громадськістю, до Кабінету Міністрів України було передано Проєкт Постанови КМУ «Про порядок обігу наркотичних речовин в закладах охорони здоров'я», що передбачає відміну ускладненої процедури виписування контрольованих препаратів для важкохворих пацієнтів (призначення відбуватиметься за рішенням лікаря-куратора, а не за рішенням комісії), пацієнт має бути забезпечений лікарськими засобами для знеболення на строк 10 днів за умов перебування пацієнта вдома, а не в стаціонарі (це особливо полегшить забезпечення доступу до знеболення пацієнтів, які проживають у сільській місцевості). Проєкт Постанови передано до Кабінету Міністрів України в жовтні 2012 року. Хоча МОЗ України в розробці проєкту Постанови участі не брав, але до роботи над текстом були долучені представники Міністерства внутрішніх справ, зокрема Управління боротьби з незаконним обігом наркотиків, а також практикуючі лікарі, правозахисники, громадські діячі.
В результаті ряду експертних зустрічей, круглих столів, прес-конференцій за ініціативи Інституту паліативної та госпісної медицини Міністерства охорони здоров'я України було розроблено перший Формуляр лікарських засобів з надання ПХД, а у 2012 р. був розроблений та затверджений Клінічний протоколи боротьби з болем в паліативній онкології, що передбачає застосування опіоїдних анальгетиків. Забезпечення належної якості паліативної та госпісної допомоги шляхом розробки та впровадження стандартів медичної допомоги та клінічних протоколів.
Визначним кроком в напрямку збільшення доступності паліативних хворих до сучасних знеболюючих препаратів стало рішення Наукової ради Державного експертного Центру (ДЕЦ) МОЗ України 31.01.2013 р. стосовно дозволу для реєстрації і медичного застосування в Україні нового вітчизняного препарату — таблетованого Морфіну сульфату, що було прийнято на підставі експертного заключення науково-експертної комісії ДЕЦ з ЛЗ для надання госпісної та паліативної допомоги (голова комісії — член-кор. НАМН України Ю. І. Губський). Згідно з наказом МОЗ України № 77 «Про державну реєстрацію (перереєстрацію) лікарських засобів та внесення змін до реєстраційних матеріалів» від 01.02.2013 р. було зареєстровано: «…МОРФІНУ СУЛЬФАТ, таблетки по 0,005 г № 50 (10х5) у блістерах; таблетки по 0,010 г № 10 (10х1), № 50 (10х5), № 140 (10х14) у блістерах. Виробник: Товариство з додатковою відповідальністю „ІнтерХім“. Номер реєстраційного посвідчення таблетки по 0,005г UA/12735/01/01, таблетки по 0,010 г UA/12735/01/02. Відпускається за рецептом…».

## Організація надання паліативної допомоги
Разом з тим, в Україні паліативна допомога надається переважно в стаціонарних закладах медичного профілю, не є комплексною; допомога пацієнтам вдома не розвинена. З початку 2011 року Лігою паліативної допомоги та МФ «Відродження», спільно з Департаментом розвитку медичної служби МОЗ України, розроблено проєкт наказу «Про організацію паліативної допомоги», в якому були включені розділи «Про організацію паліативної допомоги вдома», «Положення про Госпіс», «Положення про паліативне відділення». Але на сьогодні, МОЗ України не затвердив зазначений наказ. Тож, й діяльність з організації служб паліативної допомоги вдома за кошти державного чи місцевого бюджету залишається неможливим. Госпіси, як медичні установи, найчастіше фінансуються за рахунок місцевих (Обласних, районних, міських) бюджетів.
Це дозволяє зробити припущення, що ширше залучення фахівців із соціальної роботи, психології та інших сприятиме більшій комплексності паліативної допомоги; співпраця з закладами, підпорядкованими Міністерству соціальної політики, дозволить розвинути нові форми надання паліативної допомоги, зокрема, вдома.
У 2008 р. Міністерство праці та соціальної політики за ініціативи Всеукраїнської Асоціації паліативної допомоги вперше в Україні ухвалило рішення про започаткування інноваційної програми розвитку паліативної та госпісної допомоги на дому на базі територіального центру соціального обслуговування (надання соціальних послуг) Печерського району м. Києва. Паліативна допомога на дому, що надається на базі терцентру, включає: надання соціально-побутової допомоги вдома соціальним робітником, консультації психолога, надання медичних консультацій і допомоги (лікарем і медичною сестрою) із залученням, при необхідності, лікарів-спеціалістів із районної поліклініки, а також духівника.

## Додаткова література
- Зовсім не страшна книга. Про життя, смерть і все, що поміж ними / Упоряд. Анастасія Леухіна. — Київ: Дух і літера, 2020 . — 368 с. — ISBN 978-966-378-770-1